# Ferrovia Trento-Venezia
La ferrovia Trento-Venezia o ferrovia della Valsugana è una linea ferroviaria di proprietà statale che unisce il capoluogo di Trento, in Trentino-Alto Adige, a Mestre, in Veneto innestandosi sulla linea principale per Venezia.
La gestione delle strutture e degli impianti è competenza di RFI SpA, società del Gruppo Ferrovie dello Stato. L'esercizio ferroviario di lunga percorrenza e il servizio regionale di competenza per entrambe le regioni sono svolti da Trenitalia e Trentino Trasporti esercizio, società di trasporto pubblico della provincia autonoma di Trento.

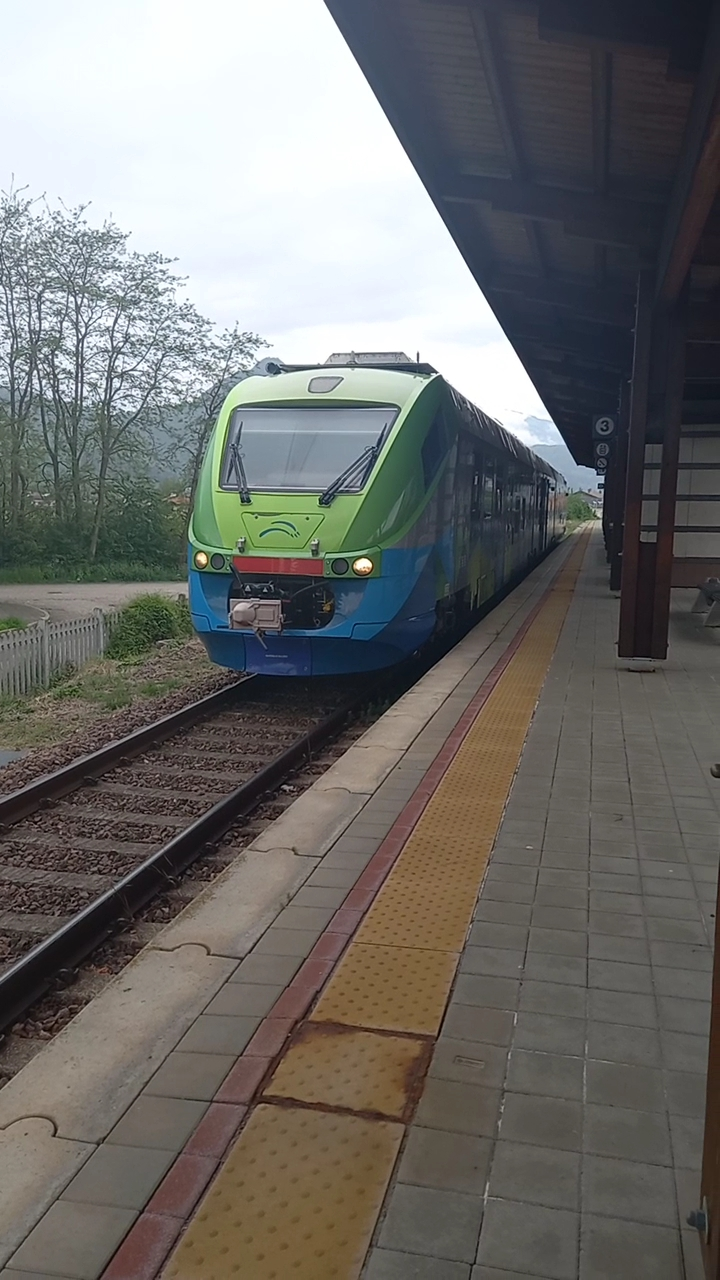
Un Alstom Minuetto diesel alla stazione ferroviaria di Pergine Valsugana in direzione di Borgo Valsugana

## Storia

### Costruzione

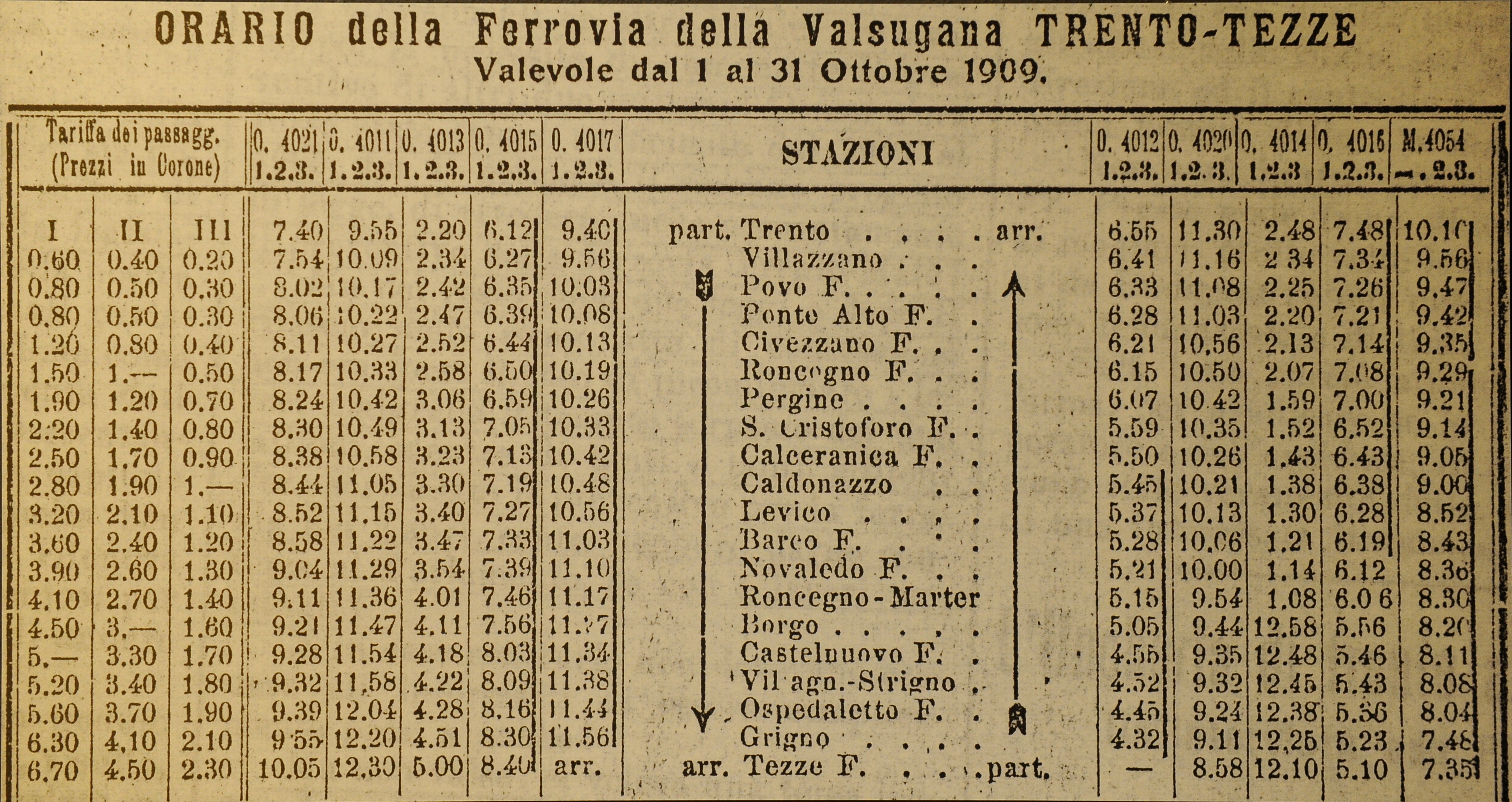
Orario del tratto Trento-Tezze nel 1909 esposto al Museo casa De Gasperi

La storia del collegamento ferroviario tra Venezia-Mestre e Trento può essere ascritta ai primi tempi dello sviluppo delle strade ferrate in Italia, già nella prima metà dell'Ottocento, quando ancora tutta l'area era parte dell'impero austriaco. La direttrice individuata da più parti era quella costituita dall'itinerario Mestre-Bassano-Trento-Brennero; era ritenuta la via più idonea allo sviluppo del traffico commerciale fra il Centro Europa e il porto di Venezia. Il governo austriaco non era molto propenso a favorire il Lombardo-Veneto e privilegiava invece il porto di Trieste ritenuto più consono ai propri interessi e anche militarmente più importante.
Ad ogni modo nel 1859 venne costruita una ferrovia che da Trento si dirigeva in direzione sud, verso Ala-Verona, e nel 1867 la linea venne prolungata anche verso nord in direzione di Bolzano e del Brennero. Erano chiari ed evidenti gli scopi politico-militari di tale scelta. Da parte italiana nel 1877 si ebbe l'apertura al traffico della tratta Padova-Bassano e si studiò a lungo una soluzione per congiungersi a Primolano con la progettata ferrovia austroungarica Trento-Grigno; mentre Venezia insisteva per una linea diretta per Trento via Castelfranco Veneto-Bassano del Grappa. Dopo l'acquisizione del Veneto, il confine fra l'Austria e il Regno d'Italia venne stabilito nella zona di Tezze di Grigno e, sempre con finalità strategiche, il 26 aprile 1896 venne svolto il viaggio di collaudo inaugurale della linea, il macchinista del convoglio fu Umberto Osti di Strigno.
Da parte italiana, la concessione per la costruzione e l'esercizio della linea tra Mestre, Primolano e il confine tirolese di Tezze di Grigno fu ottenuta da una controllata della Società Veneta, la Società Italiana per la Ferrovia della Valsugana (SIFV).

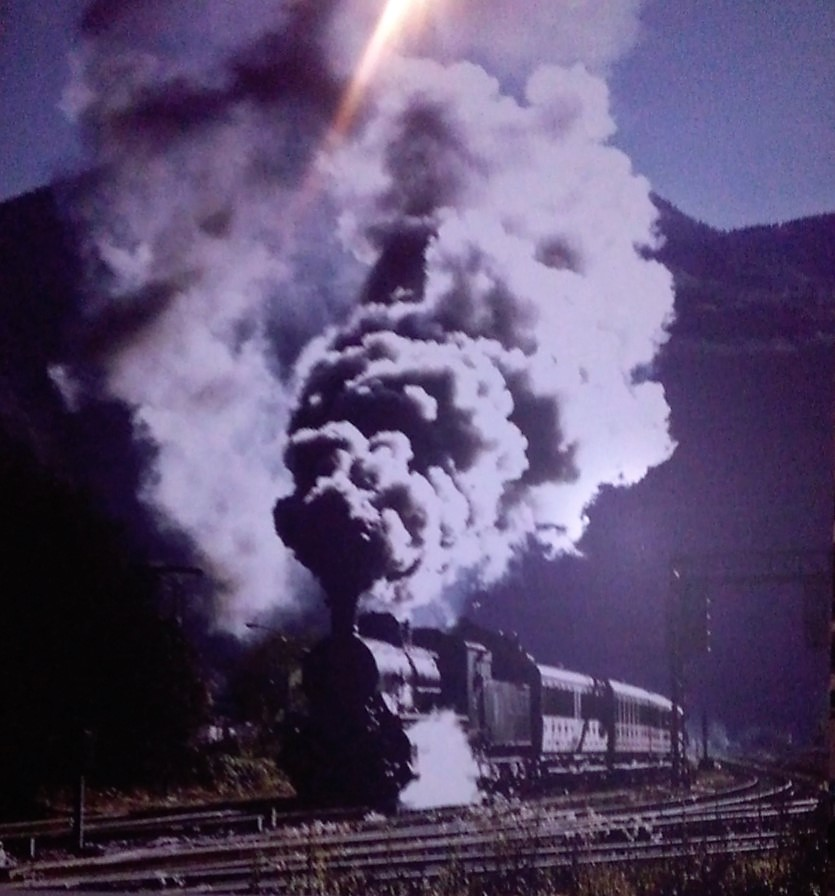
Un treno ai tempi del vapore in Valsugana

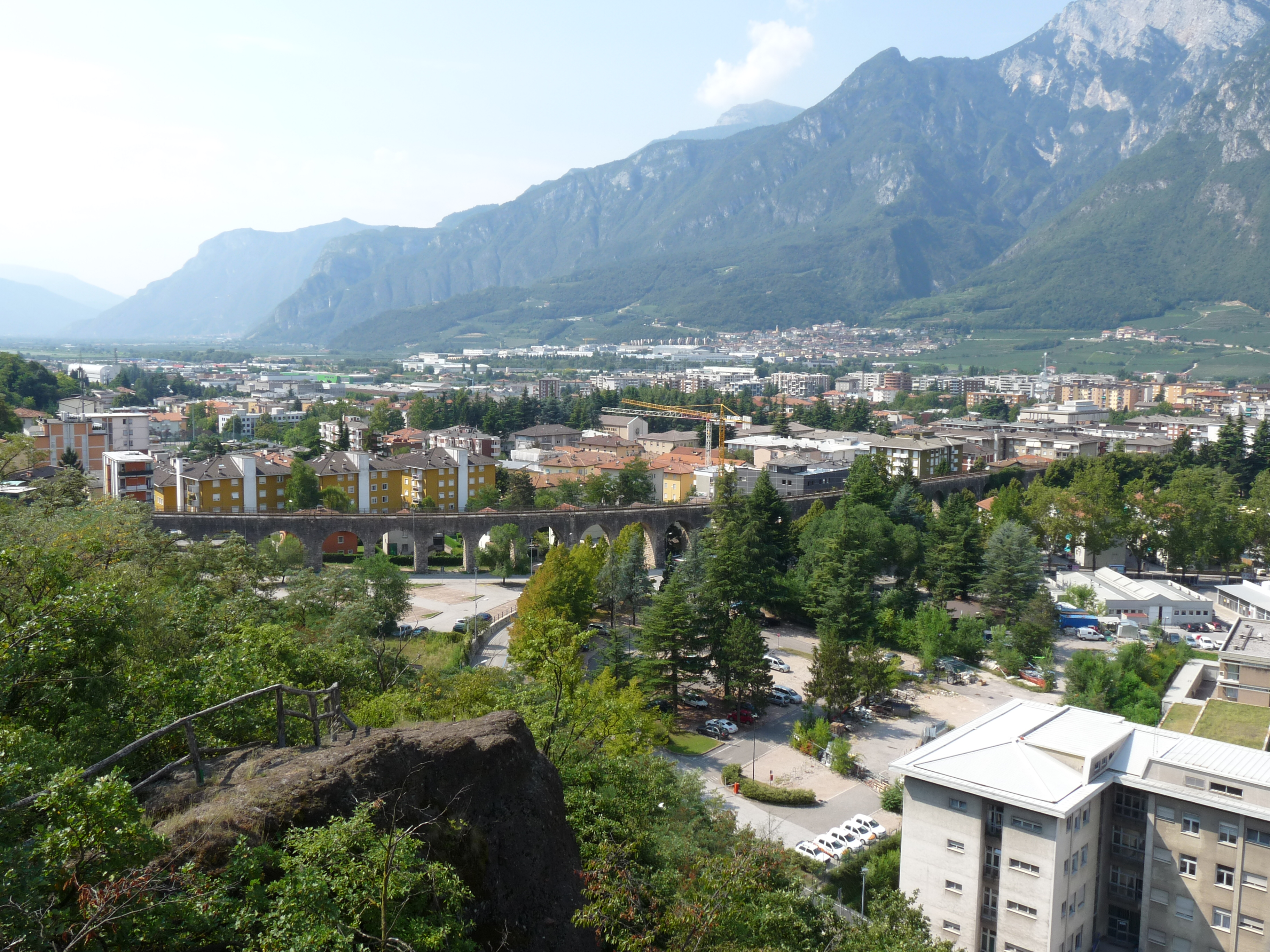
Viadotto della linea ferroviaria a Trento presso la fermata urbana di Santa Chiara

I lavori si svolsero tra il 1906 e il 1910. Il 15 luglio 1908 si aprì il primo tratto pianeggiante, da Mestre fino a Bassano del Grappa, che utilizzava tre stazioni della rete FS (oltre ai due capilinea, Castelfranco Veneto); dopo fu la volta del percorso più difficile fino a Primolano e al confine, con un tracciato che prevedeva curve, ponti e molte gallerie. Questo fu inaugurato il 1º gennaio 1909 fino a Carpanè Valstagna e il 21 luglio dell'anno successivo fino a Primolano e al confine con l'Austria-Ungheria, con la tratta tra l'uscita dalla stazione di Primolano e quella di Tezze valsugana costruita dalle imperial regie ferrovie austro-ungariche. Primolano divenne stazione internazionale di confine.
Il tratto trentino che partiva da Tezze di Grigno ed arrivava a Trento, allora sotto l'impero austro-ungarico, venne modificato dopo l'inizio della prima guerra mondiale. La frontiera creatasi con l'Italia nel 1915 in seguito allo scoppio delle ostilità tra i due Stati, aveva spinto lo Stato Maggiore austriaco ad aumentare la vigilanza al confine attraverso la costruzione di fortificazioni e trincee. Il progetto comprendeva anche il miglioramento delle linee ferroviarie preesistenti. La mobilitazione dei soldati Trentini verso il fronte orientale, e quindi il loro allontanamento dal confine con l'Italia, determinò la necessità di importare manodopera da altre parti dell'Impero e inoltre l'impiego di prigionieri di guerra, in particolare quelli russi. Tra il 1916 e il 1918, parallelamente allo sviluppo della guerra sul fronte italiano, il commando austriaco dispiegò le proprie compagnie ferroviere affiancate dai prigionieri di guerra per i cambiamenti da apportare alla tratta della Valsugana.
Va detto che nel fascio binari della rimessa locomotive di Primolano erano presenti scambi ad ago articolato e la piattaforma di giratura delle locomotive che sono di produzione austro-ungarica, andrebbe verificato se fu materiale acquistato all'estero da SIFV o sono frutto di lavori di ripristino eseguiti dai genieri imperiali durante la prima guerra mondiale.
Due anni dopo le Ferrovie dello Stato (FS) rilevarono la gestione della parte italiana della linea dalla SIFV. Dopo la prima guerra mondiale e il passaggio del Trentino all'Italia le FS acquisirono la gestione della parte trentina, unificando la linea; di conseguenza Primolano perdette la caratteristica di stazione internazionale.
Nella seconda metà degli anni ottanta venne attivata la trazione elettrica della tratta da Castelfranco Veneto a Venezia Mestre, secondo una fonte il 28 settembre 1986, secondo un'altra fonte il 9 maggio 1988. Nel 2003 la linea venne elettrificata fino a Bassano del Grappa.
Negli anni duemila la parte trentina della linea ferroviaria fu sottoposta a una serie di miglioramenti strutturali che consentirono l'avvio di un sistema ferroviario suburbano, il quale commercialmente ha preso la denominazione di metropolitana leggera di superficie. Allo scopo di creare fermate frequenti e vicine, furono attivate la fermata di Santa Chiara, quella di Trento San Bartolameo e la stazione di Borgo Valsugana Est. Furono inoltre potenziate e ampliate le stazioni di Villazzano e Povo-Mesiano. Infine, per il miglioramento della qualità del servizio viaggiatori vennero acquistati da Trentino Trasporti, per conto della provincia autonoma di Trento, alcuni convogli ALn 501 Minuetto che la società regionale noleggiò a Trenitalia. In precedenza erano impiegate automotrici ALn 668.
Il 17 luglio 2009 il tratto Trento-Pergine fu temporaneamente chiuso, mentre il servizio passeggeri fu sostituito da autocorse, a causa di alcuni problemi dovuti ad infiltrazioni d'acqua nella galleria a fianco dell'abitato di Villazzano, che resero pericoloso il transito dei treni. La riapertura avvenne il 24 luglio, ma con limitazione di velocità tra Trento San Bartolameo e Villazzano per alcuni giorni.
Il mese seguente, tra il 17 e il 30 agosto la tratta Roncegno Bagni-Caldonazzo rimase chiusa per i lavori di ristrutturazione, programmata, concernenti la stazione di Levico Terme, sita tra le due stazioni. L'autobus che effettuò il servizio sostitutivo tra le due stazioni passava anche per la stazione in manutenzione, per consentire una corretta percorrenza della tratta senza troppi disagi.
Il 13 maggio 2013, in affiancamento al servizio svolto da Trenitalia con mezzi di Trentino Trasporti, vennero avviate le prime corse espletate da Trentino Trasporti Esercizio.
Dal 14 dicembre 2014, inizia un nuovo capitolo per la ferrovia, la metà delle corse è infatti effettuata da Trenitalia, mentre l'altra metà da Trentino Trasporti Esercizio.
La linea, dopo gli ammodernamenti infrastrutturali realizzati fra il 2012 e il 2015, ha assistito a un incremento dell'utenza, passata dai 660 000 passeggeri all'anno del 2005 a 1 572 900 passeggeri all'anno del 2014 nel tratto in territorio trentino.
L'8 giugno 2017 è stato annunciato che la linea rimarrà chiusa dall'11 giugno al 31 luglio per rinnovare tutto il binario e le traversine tra Trento e Bassano, in vista dell'elettrificazione per la quale sono stati già stanziati 60 milioni di euro.
Dal 4 giugno al 4 luglio 2021 il tratto Trento-Primolano fu chiuso per permettere di svolgere dei lavori di potenziamento tecnologico della linea propedeutici all'elettrificazione che comportarono la sostituzione di ventitré deviatoi e il potenziamento di oltre 60 chilometri di apparati tecnologici. A novembre 2023 è entrato in funzione il Sistema Controllo Marcia Treno (SCMT).
Dal 22 febbraio 2025 il tratto Trento-Borgo Valsugana Est fu quindi chiuso al traffico per iniziare il primo lotto dei lavori di elettrificazione.

### Il tratto trentino durante la Grande Guerra
Negli anni 1914-1915, quando l'Italia era ancora neutrale, il tratto tra Tezze e Novaledo venne privato di tutto ciò che era considerato inutile all’utilizzo della ferrovia e fu abbandonato con l’entrata in guerra dell’Italia e la ritirata austriaca comandata già nel 1914 fino allo sbarramento fortificato di Tenna. Gli italiani tuttavia non utilizzarono mai la linea ferroviaria poiché era un facile bersaglio degli austriaci, posizionati sulla Panarotta. Precedentemente all’entrata in guerra con l’Italia, gli organi governativi di Trento avevano predisposto un’eventuale evacuazione, per far spazio ai due comandi di armata e all'immagazzinamento delle scorte. La ferrovia della Valsugana fu utilizzata per questo sgombero. 
Con la Strafexpedition del 1916 (offensiva austriaca in Trentino), la linea, tornata completamente austriaca, fu notevolmente potenziata tra Trento e Caldonazzo. I lavori di ampliamento della ferrovia, delle infrastrutture delle stazioni e dei dispositivi di segnalazione e i prolungamenti dei tombini (sottopassaggi) furono ultimati da 2 compagnie ferroviarie austro-ungariche, da 3 sezioni ferrovieri prigionieri di guerra, e da altre 5 sezioni lavoratori (generici) prigionieri di guerra.
I lavori a cui hanno contribuito i prigionieri in questa prima fase furono: 
- Ampliamento della stazione di Pergine per ospitare treni più lunghi (100 assi); costruzione di nuovi binari “morti” per far sostare treni di soccorso. Lavori dal 21 marzo al 12 maggio 1916 13ª sezione ferrovieri prigionieri, 13ª sezione ferrovieri prigionieri di guerra.
- Costruzione di una nuova stazione tra Pergine e S. Cristoforo; funzione da scalo ferroviario a più binari; si trattava quindi di una infrastruttura di carattere logistico. Lavori tra il 21 marzo e il 28 maggio 1916. Alcune testimonianze dicono che “queste stazioni” furono costruite per rifornire la zona della Panarotta e gli Altopiani. C’era di conseguenza un viavai notturno continuo di materiale, per il quale venne utilizzata la 126ª sezione ferrovieri prigionieri di guerra.
- Ampliamento della stazione di Levico, allo stesso modo di quella di Pergine. Lavori dal 21 marzo al 18 agosto 1916. 328ª sezione lavoratori prigionieri di guerra.
- Costruzione alla fermata di Novaledo di un binario per le artiglierie. Lavori dal 26 luglio al 18 agosto. 328ª sezione lavoratori prigionieri di guerra.
- Ampliamento, come a Pergine e Levico, anche della stazione di Roncegno-Marter. Lavori dal 10 marzo a fine giugno 1916. 204a 13ª sezione ferrovieri prigionieri di guerra.

Dopo la ritirata italiana verso Primolano del 1916, ci furono molti lavori di ripristino nella bassa Valsugana, la gran parte dei quali consisteva nel ricostruire i ponti demoliti dagli austriaci stessi per rallentare gli italiani.
I lavori in cui i prigionieri di guerra furono adoperati assieme alle compagnie austriache ferroviere, furono:
- Ricostruzione ponte sul fiume Brenta (ovest di Marter) di 19 m di lunghezza. Lavori dal 23 al 29 maggio 1916. 126ª sezione lavoratori prigionieri di guerra.
- Ricostruzione del ponte sul fiume Brenta (est di Marter) di 19 m di lunghezza. Lavori dal 23 al 29 maggio 1916 (questo non era completamente distrutto). 126ª sezione lavoratori prigionieri di guerra.
- Ricostruzione del ponte sul fiume Brenta (ponte del Zaccon, al km 40,050) di 16,5 m di lunghezza. Lavori dal 23 al 29 maggio 1916. 157ª sezione lavoratori prigionieri di guerra.

Negli anni 1917-1918 l'esercito austro-ungarico fu duramente provato a causa dei continui attacchi italiani all’Isonzo, tanto che i comandi supremi austro-ungarici decisero di contrattaccare verso la Pianura Veneta. La ferrovia della Valsugana venne così adoperata per fornire il supporto logistico alle truppe austriache e tedesche. Con la disfatta italiana a Caporetto tutti i reparti italiani presenti in trentino si ritirarono, demolendo strade, ferrovie e ponti (tra Primolano e Cismon del Grappa) per rallentare l’offensiva austriaca. I danni furono molti e critici alla ferrovia della Valsugana che perse il ponte del Cismon (lungo 100 metri) e due gallerie ferroviarie. Inoltre le stazioni di Villa Agnedo, Strigno, Ospedaletto, Grigno, Tezze e Primolano non furono più utilizzabili. Di conseguenza le truppe austriache cominciarono immediatamente a ricostruire per ripristinare la linea. Questi lavori durarono 40 giorni. I lavori dove furono mandati i prigionieri di guerra assieme alle compagnie austriache furono:
- Ricostruzione del ponte ad unica campata sul Torrente Grigno, (saltato in aria) (km 59,159) (lunghezza circa 27 metri). Lavori tra 19 e il 25 novembre 1917. 358ª sezione lavoratori prigionieri di guerra.
- Ricostruzione delle stazioni di Borgo Valsugana, Villa Agnedo, Strigno, e Tezze esclusivamente da prigionieri di guerra russi. Essi furono adoperati per rimuovere le macerie e allargare le stazioni per contenere più treni di lunghezza 100 assi. Sconosciute le sezioni impiegate.
- Costruzione di un nuovo centro ferroviario a Tollo per poter formare i convogli poi inviati alle truppe lungo il Canale del Brenta (in previsione di un attacco italiano). Lavori tra 25 febbraio e 1 luglio 1918. 27ª sezione ferrovieri. Il 22 giugno 1918 la stazione di Tezze viene nuovamente centrata da un colpo a lunga gittata italiano, colpendo alcuni carri di munizioni.
- Costruzione di una nuova stazione militare nel tratto Grigno-Tezze. Divenne provvisoriamente capolinea più avanzato. Lavori tra 16 gennaio al 15 settembre 1918. 51ª sezione lavoratori prigionieri di guerra.

Tuttavia l’impiego di così tanti treni, oltretutto molto pesanti, fece triplicare il consumo del carburante fossile. Gli austriaci vennero a sapere che nella zona del Monte Civerone vi era un giacimento di carbone. Per portare tale combustibile a Borgo Valsugana, il piano comprendeva la costruzione di diverse tratte ferroviarie  grazie anche alla manodopera dei prigionieri. Il progetto a cui essi presero parte fu:
- Costruzione della ferrovia militare Trento-Villazzano a scartamento ridotto. Essa collegava Trento con molti depositi e magazzini situati a Malpensata, Villazzano, Gabiolo e Mesiano. La sua funzione era inoltre di non concentrare tutto il traffico nel tratto della ferrovia con maggiori pendenze. Lunga 11 km fu costruita da 30 marzo a 28 luglio 1918 con il supporto della 17ª sezione prigionieri di guerra.

Con la fine della prima guerra mondiale i prigionieri di guerra furono liberati e la ferrovia fu restaurata. Infatti i genieri italiani rimossero i telai dei carri ferroviari ed i binari contorti per ripristinare la ferrovia.

### Tratto veneto

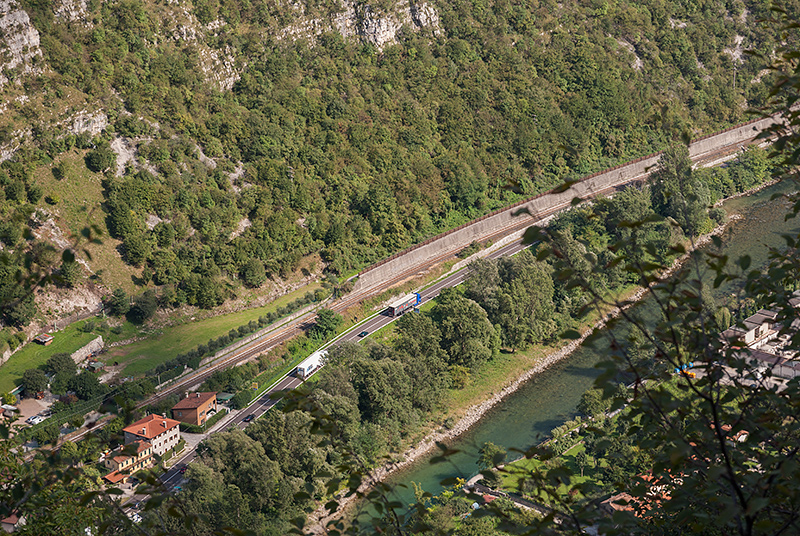
Un tratto della ferrovia affiancata dalla strada statale 47 della Valsugana sul canale di Brenta

Il 30 novembre 2003 fu aperta la trazione elettrica lungo la tratta Castelfranco Veneto – Bassano del Grappa.
Anche la parte veneta della linea è interessata da lavori aventi lo scopo di favorire l'attivazione di un servizio ferroviario suburbano. In particolare, all'interno del Sistema Ferroviario Metropolitano Regionale il tratto Mestre – Castelfranco Veneto dovrebbe essere interessato dal servizio della linea 6. Per garantirne l'attivazione furono effettuati alcuni miglioramenti infrastrutturali tra cui la riapertura di una parte della linea dei Bivi e la costruzione dello scavalco di Maerne, necessario a sovrappassare la linea Milano – Venezia Storica e ad Alta Velocità. Quest'ultima linea, infatti, sarebbe stata posta a settentrione rispetto alla Linea Storica e ciò avrebbe costretto l'attraversamento a raso dei binari della linea Trento-Venezia presso il Quadrivio Catene. Fu quindi necessario evitare tale tipo di incrocio e i conseguenti problemi di circolazione e di sicurezza. Si risolse il problema con un passaggio a livelli sfalsati ad occidente del Quadrivio catene, riattivando in parte il tracciato della Linea dei Bivi e allungando di conseguenza il percorso della linea per Trento.
Lo scavalco fu inaugurato il 30 maggio 2008, mentre la sua apertura all'esercizio avvenne contestualmente alla riapertura parziale della linea dei Bivi, l'8 giugno.
Dal 10 maggio dell'anno seguente, lo scavalco iniziò ad essere impiegato da alcuni convogli, prevalentemente merci, provenienti dalla Venezia-Udine, grazie alla riattivazione del tratto della linea dei bivi compreso tra Asseggiano e il doppio bivio Marocco.

## Caratteristiche tecniche
Lo scartamento è quello ordinario da 1435 mm.
I circa 136 chilometri di linea da Trento a Maerne di Martellago sono a semplice binario singolo, mentre da Maerne di Martellago a Venezia Mestre la tratta è a doppio binario.
Nel tratto da Trento a Bassano del Grappa è utilizzata la trazione Diesel, mentre da Bassano a Venezia Mestre la linea è elettrificata a corrente continua a 3000 volt.
Il peso assiale è di 20 tonnellate per asse da Trento a Castelfranco, e di 22,5 tonnellate per asse da Castelfranco a Venezia Mestre.
Nel tratto da Trento a Primolano la pendenza arriva fino al 22 per mille, tra Primolano e Bassano la pendenza media è del 10 per mille, il restante tratto fino a Venezia Mestre è sostanzialmente in pianura.
Oltre che alle stazioni di Trento e Venezia Mestre, le rotture di carico con altre linee sono nelle stazioni di Bassano del Grappa per i treni da/per Trento e da/per Venezia S.L. e Castelfranco Veneto da/per Vicenza, da/per Treviso, da/per Padova e da/per Montebelluna, e alcune coppie Padova-Belluno.

### Sottostrutture

#### Scavalco di Maerne
Il cosiddetto "scavalco di Maerne" è un viadotto ferroviario che sovrappassa il doppio binario della linea Milano-Venezia e quello della linea ad alta velocità Padova-Mestre.
La struttura è formata da quarantacinque campate con una luce di 24 metri tra una campata e l'altra, per una lunghezza totale di 1072 metri.
Esso si collega alla linea Trento-Venezia, a cui appartiene, per mezzo di parte del tratto compreso tra il doppio bivio Orgnano e il bivio Mirano della ripristinata linea dei Bivi, e si collega alla stazione di Venezia Mestre tramite un doppio binario che affianca a sud la linea Storica.

## Percorso
| Continuation backward |

|  | Straight track | Continuation backward |

|  | Station on track | End station |

| Unknown route-map component "CONTgq" | Unknown route-map component "ABZgr" |  |

| Stop on track |

| Stop on track |

| Enter and exit tunnel |

| Station on track |

| Stop on track |

| Enter and exit tunnel |

| Unknown route-map component "eHST" |

| Station on track |

| Stop on track |

| Stop on track |

| Station on track |

| Unknown route-map component "hKRZWae" |

| Station on track |

| Unknown route-map component "eHST" |

| Unknown route-map component "eHST" |

| Unknown route-map component "hKRZWae" |

| Stop on track |

| Unknown route-map component "hKRZWae" |

| Station on track |

| Station on track |

| Unknown route-map component "eHST" |

| Station on track |

| Unknown route-map component "eHST" |

| Station on track |

| Unknown route-map component "GIP" |

| Stop on track |

| Unknown route-map component "STR+GRZq" |

| Station on track |

|  | Unknown route-map component "eABZgLl" | Unknown route-map component "exLCONTfq" |

| Unknown route-map component "hKRZWae" |

| Station on track |

| Stop on track |

| Enter and exit tunnel |

| Station on track |

| Stop on track |

| Stop on track |

| Unknown route-map component "eHST" |

|  |  | Straight track | Unknown route-map component "exSTR+l" | Unknown route-map component "exCONTfq" |

|  | Station on track | Unknown route-map component "exKBHFe" |

| Unknown route-map component "uexCONTgq" | Unknown route-map component "emABZgr" |  |

| Unknown route-map component "CONTgq" | Unknown route-map component "ABZgr" |  |

| Stop on track |

| Station on track |

| Unknown route-map component "CONTgq" | Unknown route-map component "ABZg+r" |  |

| Unknown route-map component "CONTgq" | Unknown route-map component "ABZg+r" |  |

| Station on track |

|  | Unknown route-map component "ABZgl" | Unknown route-map component "CONTfq" |

|  | Unknown route-map component "ABZgl" | Unknown route-map component "CONTfq" |

| Stop on track |

| Station on track |

| Unknown route-map component "exCONTgq" | Unknown route-map component "eKRZu" | Unknown route-map component "exCONTfq" |

| Stop on track |

| Station on track |

| Stop on track |

| Station on track |

| (7+499) |
| 10+492  |

|  | Unknown route-map component "exkABZg2" + Unknown route-map component "kSTR3" |

| Unknown route-map component "d" | Unknown route-map component "kkABZ+1l" | Unknown route-map component "xKRZ+k4x1" | Unknown route-map component "ekABZq+4" | Unknown route-map component "dCONTfq" |

| Straight track | Unknown route-map component "exHST" |  |

| Stop on track | Unknown route-map component "exSTR" |  |

| Unknown route-map component "uexCONTgq" | Unused transverse waterway + Straight track | Unused transverse waterway + Unknown route-map component "exSTR" | Unknown route-map component "uexCONTfq" |  |

| Unknown route-map component "dCONTgq" | Unknown route-map component "cSTRq" | Unknown route-map component "vSTRo-STR+r" | Unknown route-map component "exdSTR" | Unknown route-map component "cd" |  |

| Unknown route-map component "dCONTgq" | Unknown route-map component "c" + Unknown route-map component "ABZg+r" | Unknown route-map component "v-STR" | Unknown route-map component "exdSTR" | Unknown route-map component "cd" |  |

| Unknown route-map component "KRWl" + Unknown route-map component "BS2c1" | Unknown route-map component "xKRWg+r" + Unknown route-map component "BS2+r" |  |

| Unknown route-map component "SKRZ-Au" |

|  | Unknown route-map component "d" | Junction both to and from left | Unknown route-map component "SPLaq" | Unknown route-map component "dvCONTfq" |

| Station on track |

| 0+000   |
| 257+907 |

| Unknown route-map component "KDSTaq" | Unknown route-map component "ABZgr" |  |

| Stop on track + Unknown route-map component "lhSTRa@f" |

| Unknown route-map component "WDOCKSaq" | Unknown route-map component "WFILL" + Unknown route-map component "MSTR" + Unknown route-map component "lhSTR" + Straight track | Unknown route-map component "WDOCKSeq" |

| Unknown route-map component "KDSTaq" | Unknown route-map component "ABZgr" + Unknown route-map component "lhSTRe@g" |  |

| End station |

Note
- Tra parentesi è indicata la progressiva chilometrica della linea dismessa fra la stazione di Maerne di Martellago e quella di Venezia Mestre.

## Traffico
Il servizio ferroviario regionale lungo la linea è svolto in due relazioni distinte:
- Trento-Bassano del Grappa, espletata dal gennaio 2009 da Trenitalia con un nuovo contratto di servizio stipulato con la provincia autonoma di Trento. Da dicembre 2014 alcune corse vengono espletate autonomamente da parte dell'impresa Trentino Trasporti esercizio;
- Bassano del Grappa-Venezia Santa Lucia, svolta da Trenitalia sulla base di un contratto di servizio stipulato con la Regione Veneto.

Alcune corse della tratta di competenza della provincia di Trento sono effettuate da Trentino Trasporti esercizio.